# Bảo trợ xã hội

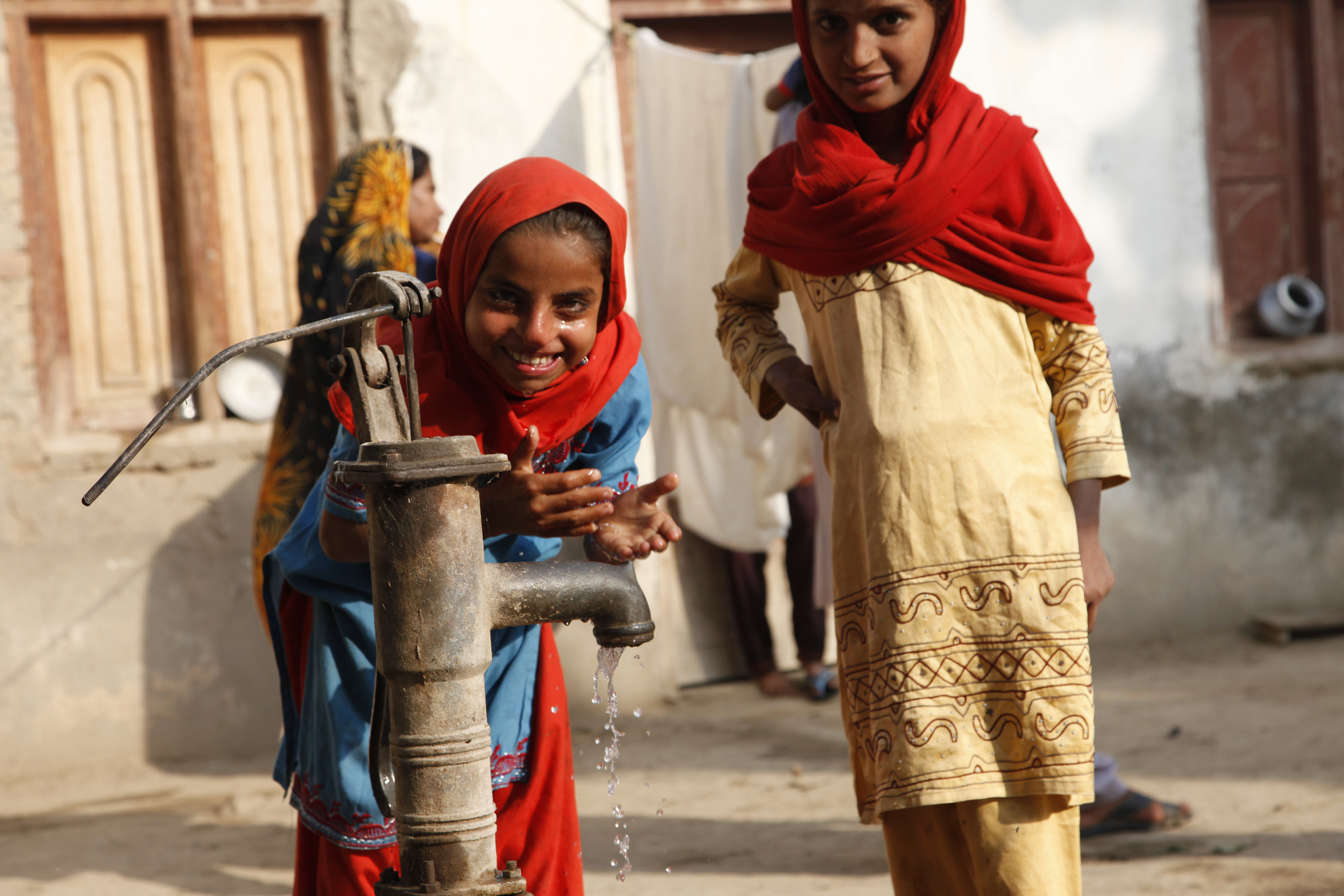
Chương trình mang nước sạch đến cho trẻ em ở Pakistan

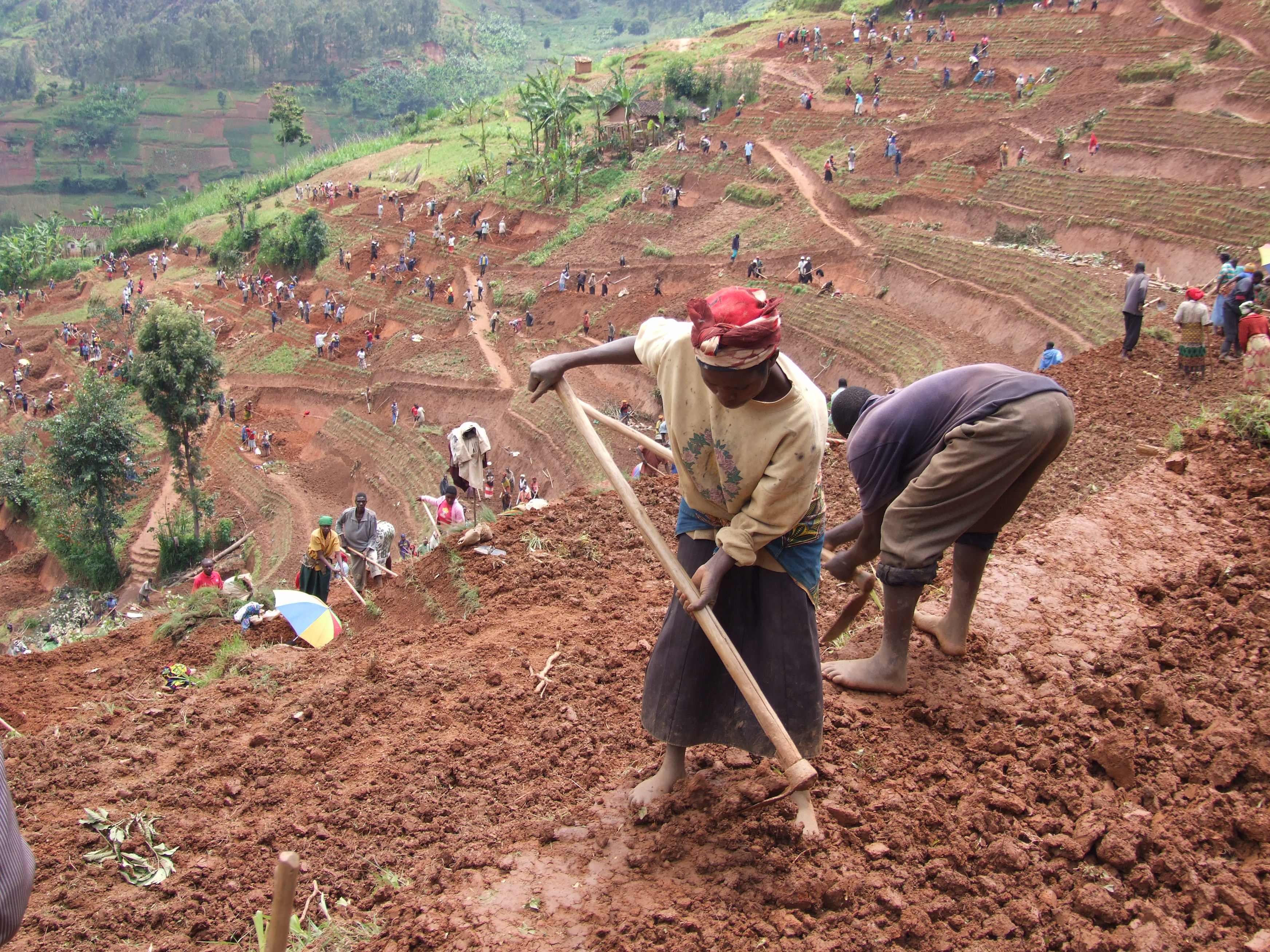
Phụ nữ ở Rwanda canh tác theo một chương trình nông thôn

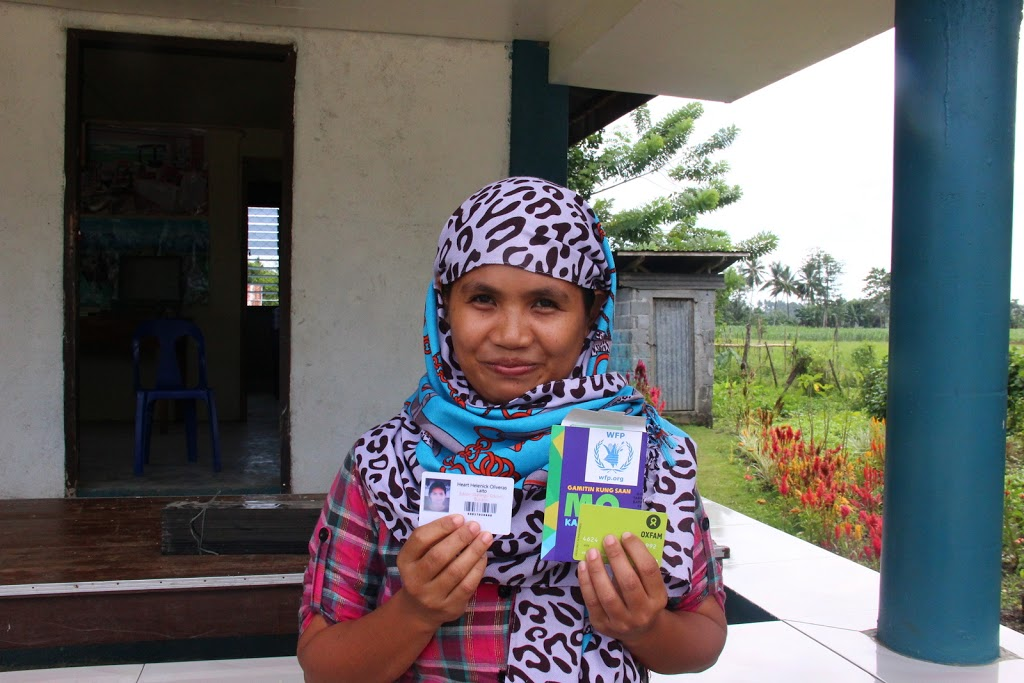
Một phụ nữ ở nông thôn được hưởng chính sách xã hội

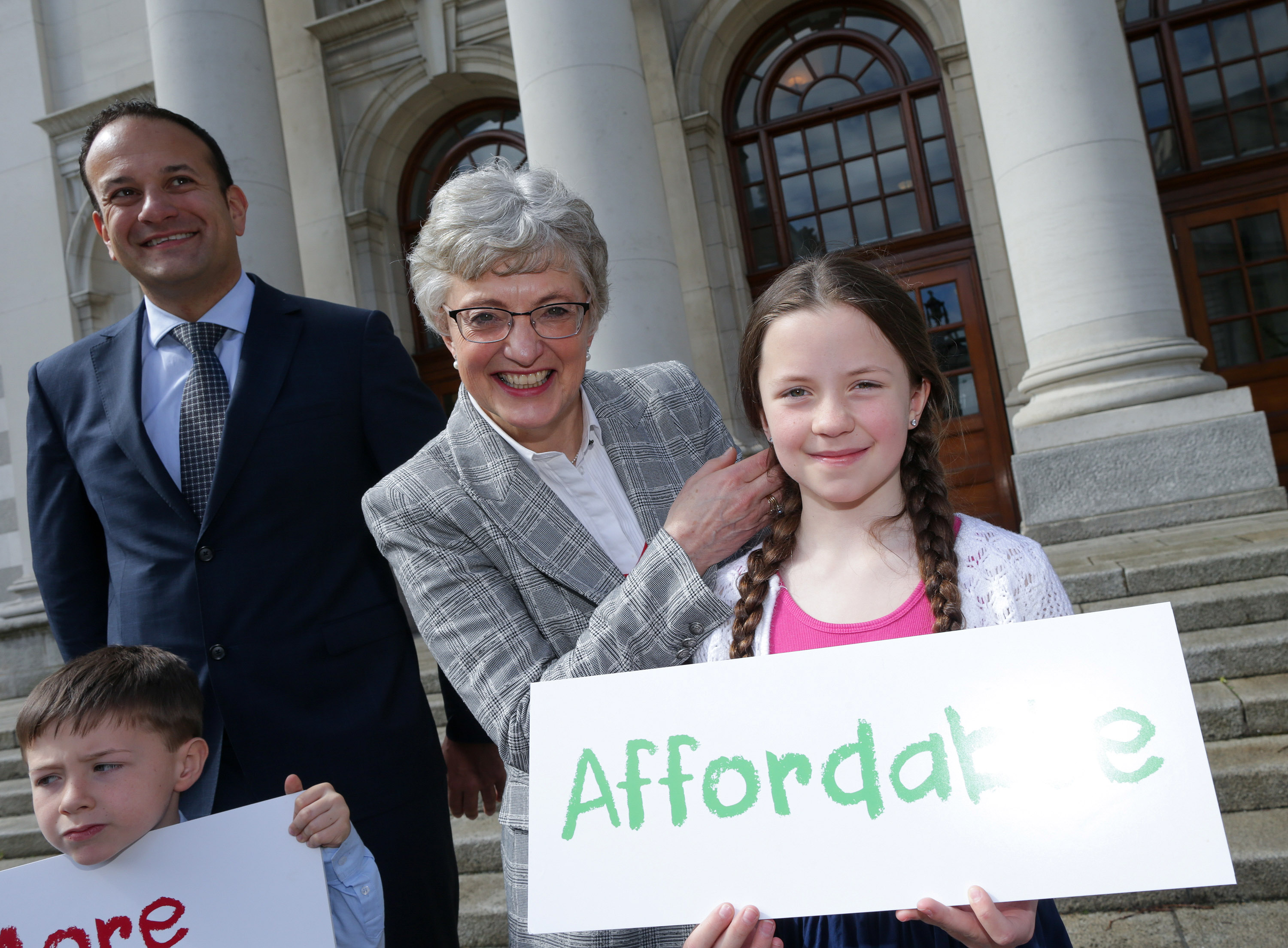
Chính sách chăm lo cho trẻ em

Bảo trợ xã hội (Social protection) theo định nghĩa của Viện Nghiên cứu Phát triển xã hội Liên Hợp Quốc (UNRISD) là hoạt động liên quan đến việc ngăn ngừa, quản lý và khắc phục các tình huống ảnh hưởng xấu đến phúc lợi (well-being) của mọi người. Bảo trợ xã hội có thể hiểu là tổng thể các biện pháp, các chính sách, các hình thức khác nhau mà chính quyền và cộng đồng giúp đỡ đối với các đối tượng bị lâm vào cảnh rủi ro, bất hạnh, nghèo đói, khuyết tật do nhiều nguyên nhân khác nhau dẫn đến không đủ khả năng tự lo liệu cho cuộc sống của bản thân và gia đình, nhằm giúp họ tránh được mối đe dọa của cuộc sống thường nhật hoặc giúp họ vượt qua những khó khăn, ổn định cuộc sống và hòa nhập cộng đồng. Bảo trợ xã hội bao gồm các chính sách và chương trình được thiết kế để giảm nghèo và ngăn ngừa tổn thương bằng cách thúc đẩy thị trường lao động hiệu quả, giảm thiểu khả năng gặp rủi ro của người dân và nâng cao năng lực quản lý của chính họ đối với các yếu tố rủi ro kinh tế và xã hội, chẳng hạn như thất nghiệp, đào thải xã hội, bệnh tật, khuyết tật, tật nguyền và tuổi tác già yếu.
Thực hiện các biện pháp bảo trợ xã hội thông qua những chương trình xã hội là một trong những mục tiêu của Liên Hợp quốc (UN) là Mục tiêu phát triển bền vững thứ 10 nhằm thúc đẩy sự bình đẳng xã hội hơn. Các loại hình bảo trợ xã hội phổ biến nhất gồm các biện pháp can thiệp vào thị trường lao động là các chính sách và chương trình được thiết kế nhằm thúc đẩy việc làm, hoạt động hiệu quả của thị trường lao động và bảo vệ người lao động. Thứ hai là thông qua hệ thống bảo hiểm xã hội (BHXH) giảm thiểu rủi ro liên quan đến thất nghiệp, bệnh tật, khuyết tật, chấn thương liên quan đến công việc và tuổi già, chẳng hạn như bảo hiểm y tế hoặc bảo hiểm thất nghiệp. Thứ ba là hoạt động Trợ giúp xã hội (xây dựng mạng lưới an toàn xã hội) là khi các nguồn lực, bằng tiền mặt hoặc hiện vật, được chuyển đến các cá nhân hoặc hộ gia đình dễ bị tổn thương mà không có phương tiện hỗ trợ đầy đủ nào khác, kể cả cha mẹ đơn thân, người vô gia cư, neo đơn, không nơi nương tựa, hoặc người gặp khó khăn về thể chất hoặc tinh thần.